# Монгомонг-Тото-Майте
Монгомонг Тото-Майте (англ. Mongmong-Toto-Maite, чамор. Mong Mong-Totu-Maiti) — деревня на острове Гуам.

## Описание
Монгомонг Тото-Майте находится на западном побережье острова Гуам. Состоит из трех отдельных деревень к востоку от административного центра острова Гуам города Хагатна.
Население Монгомонг Тото-Майте по переписи 2010 года составляет 6825 человек.